# 別列津納河戰役
別列津納河戰役是拿破崙的軍隊1812年從莫斯科撤退到斯摩稜斯克後，搶渡別列津納河時，被俄軍從三路夹攻的戰役。法軍損失慘重，但拿破崙帶著倖存的軍隊成功渡河。

## 從莫斯科撤退後

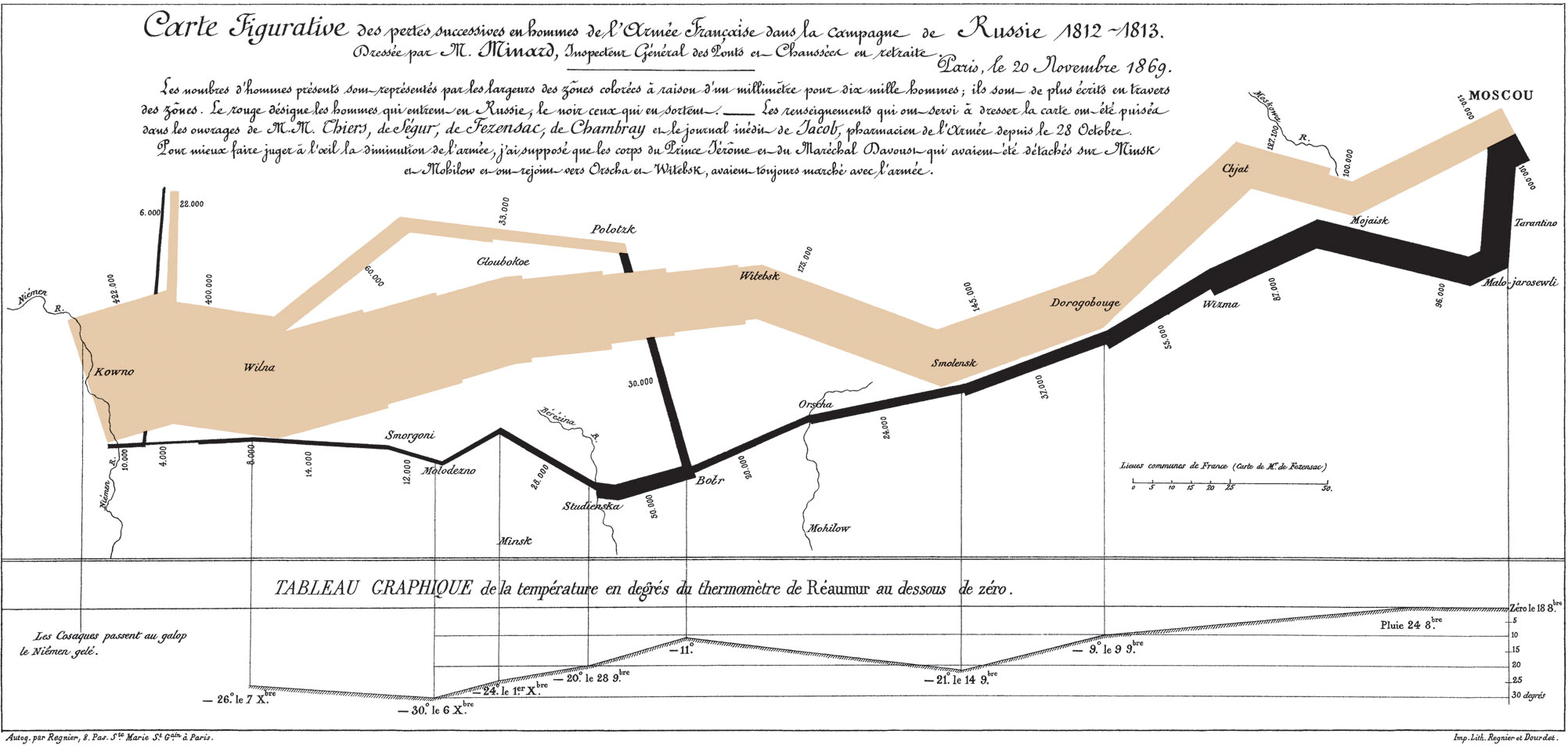
查理斯·明拿得繪製的地圖顯示了法軍從莫斯科撤退後的損失。法國增援部隊抵達之前，可以看到別列津納河戰役。

拿破崙從莫斯科撤退後，一路上又有許多人死於寒風當中，再加上俄軍的哥薩克騎兵不斷襲擊，以及補給線過長等，等到拿破崙撤退到斯摩稜斯克時，其實已經岌岌可危。
俄軍除了不斷襲擾之外，還不斷的切斷法軍剩餘的補給線，並且原先是補給基地的斯摩稜斯克，此时拿破仑的主力只剩下49,000士兵和30,000名随军非战斗人员。俄军维特根斯坦，库图佐夫，奇恰戈夫三路大军正在从三面逼近。维特根斯坦在东北方向，有30,000部队。库图佐夫自东稍远尾随，约80,000部队。海军上将奇恰戈夫自拿破仑撤退方向拦截，有34,000部队。这个军团是俄土和约缔结之后，俄军从摩尔达维亚抽出来的。全部俄军总计有14万人。拿破仑原计划是退往其最近的补给兵站明斯克，但11月22日，守明斯克的奥军施瓦岑贝格跑了，明斯克被奇恰戈夫占领，拿破仑不但失去了补给，直接退路也被封住。拿破仑被迫取道更北面的一条路线退往维尔纳。在这条退路上，横卧着第聂伯河西岸的一条支流别列津纳。桥梁已全部被奇恰戈夫的部队烧毁。其所部3万余众正在对岸虎视眈眈。更使情况雪上加霜的是天气。自11月严寒席卷了整个俄罗斯，河水已经封冻。一个星期前拿破仑为减轻部队负荷，命令烧毁了大多数多余的浮桥设备。但在这几天天气莫名其妙地转暖了，冰化河开，别列津纳河泛滥的河水夹着大块大块的浮冰自上游流下，法军涉渡也不可能了。大軍團受困於别列津纳河畔，進退維谷。

## 情勢的危殆
才開始撤退不久，就在克拉斯諾被擋住了去路，拿破崙動用達武軍和近衛軍才與歐仁親王共同擊退俄軍。而內伊指揮的後衛部隊也一度被俄軍切斷，經過一翻苦戰才終於殺出重圍，與主力會合，而內伊漂亮的撤退行動，使他在歷史上留名。
11月21日，就在法軍正撤退往河邊時，卻傳來鮑里索夫城被奇恰戈夫攻占的消息，雖然不久後被烏迪諾軍奪回，但原先被俄軍燒毀的橋梁，卻因為對方仍占據對岸而無法進行修復。更要命的是，天氣居然回暖，冰河融化，別列津納河水氾濫，大塊浮冰順流而下，使得法軍無法跋涉過河。法軍殘部在此面臨著全軍覆沒的危機。

## 搶渡的準備
拿破崙臨危鎮定，他故意裝出一副仍然要在鮑里索夫架橋渡河的樣子以迷惑俄軍，暗中卻委派一名曾在華格姆戰役中成功架橋的砲兵將軍埃布萊去更北邊的上游河段尋找架橋位置，他找到了一個合適的地點，法軍將少量的哥薩克巡邏隊驅散，奪取了該渡河點。儘管寒風凜冽，冰水刺骨，法軍工兵還是克服重重的困難，在11月25日建起了兩座救命之橋，一座供步兵通過，另一座讓火砲和運輸車輛通過}}。

## 渡河過程

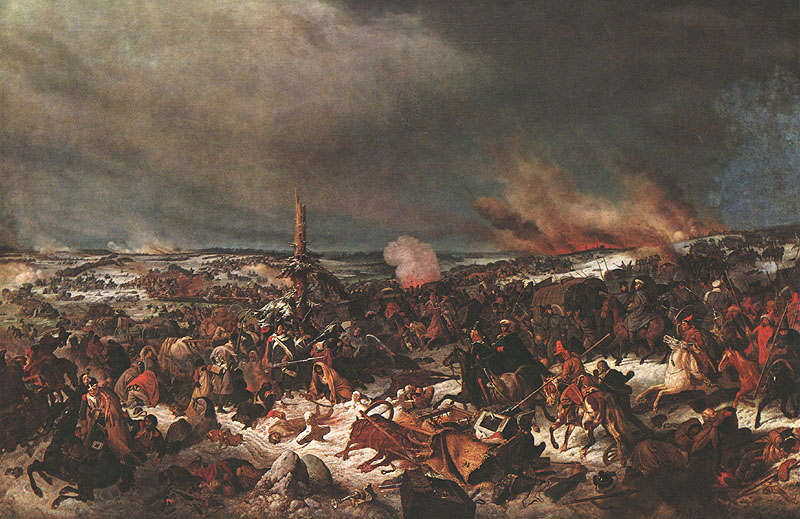
法軍度過別津納河時的慘狀。

为了渡河活命，法军人人争先恐后，这两座桥上的拥挤状况简直是不堪入目。拿破仑为此还下过命令，要求必须减少辎重，所有将领及参谋军官只要有辎重车的，均应烧去一半，并将马匹交由炮兵使用。但是实际情况却还是很糟糕，许多人违命不从，结果大批官兵与骡马车辆挤成一团，不少人被推入河里淹死。而俄军从三面杀来，奇恰戈夫在南，威特根斯坦在北，库图佐夫在东，令法军陷入极度恐慌。附近的俄军还不时向桥上炮轰，更加剧了渡河时的混乱。11月29日晨，维克多的后卫部队过桥之后，立即将桥焚毁，这才逃离了俄军的追杀。但是仍有一万或两万隨軍非戰鬥人員未能渡河，结果全部被杀或溺死。

## 外部連結
- （英文）拿破崙戰爭期間的波蘭軍隊